# Edolisoma morio
Edolisoma morio là một loài chim trong họ Campephagidae.